# Port lotniczy Kauhava
Port lotniczy Kauhava (IATA: KAU, ICAO: EFKA) – wojskowy port lotniczy położony 3 kilometry na północ od centrum Kauhava, w Finlandii.